# تيريزا تودا
تيريزا تودا هي صحفية برازيلية، ولدت في 1950 في بورتو أليغري في البرازيل.